# Обрядові пісні

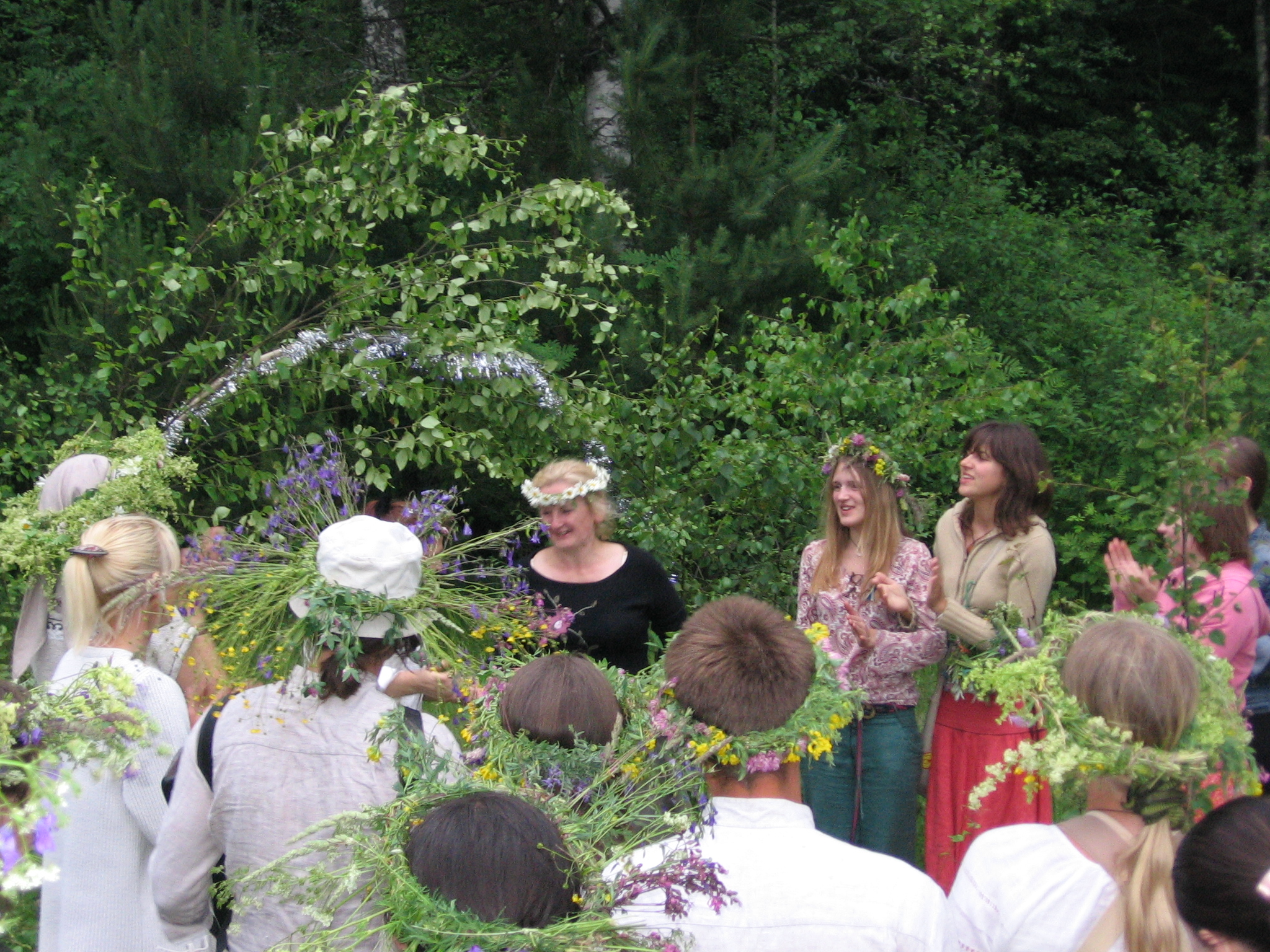
Обряд на свято Івана Купала

Обрядо́ві пісні́ — це словесно музичні твори, які виконували у різні народні свята та обряди. Вони пов’язані з язичницькими віруваннями. Слов'яни вірували в сили землі, в її духів та думали, що такими піснями спроможні повпливати на них та змусити їх діяти в потрібному для людей напрямку. Обрядова поезія переплітається з людською працею, побутом родини та з календарними святами.

## Цикли

### Зимовий
Колядки виконують під час обряду колядування на Різдвяні свята, а щедрівки — у щедрий вечір, під Новий рік. Гурти молоді обходили домівки, іноді з «козою» (один із щедрувальників у вивернутому кожусі і з дерев’яною головою кози), величали піснями господарів, бажаючи їм усіляких щедрот і достатку, а за це, жартуючи, просили винагороду.

### Весняний
Веснянки виконували під час весняних обрядів. Це — закличні пісні, вони мали закликати весну і добрий врожай. До найвідоміших веснянок належать такі: «Ой весна, весна — днем красна», «А ми просо сіяли, сіяли», «Подоляночка».

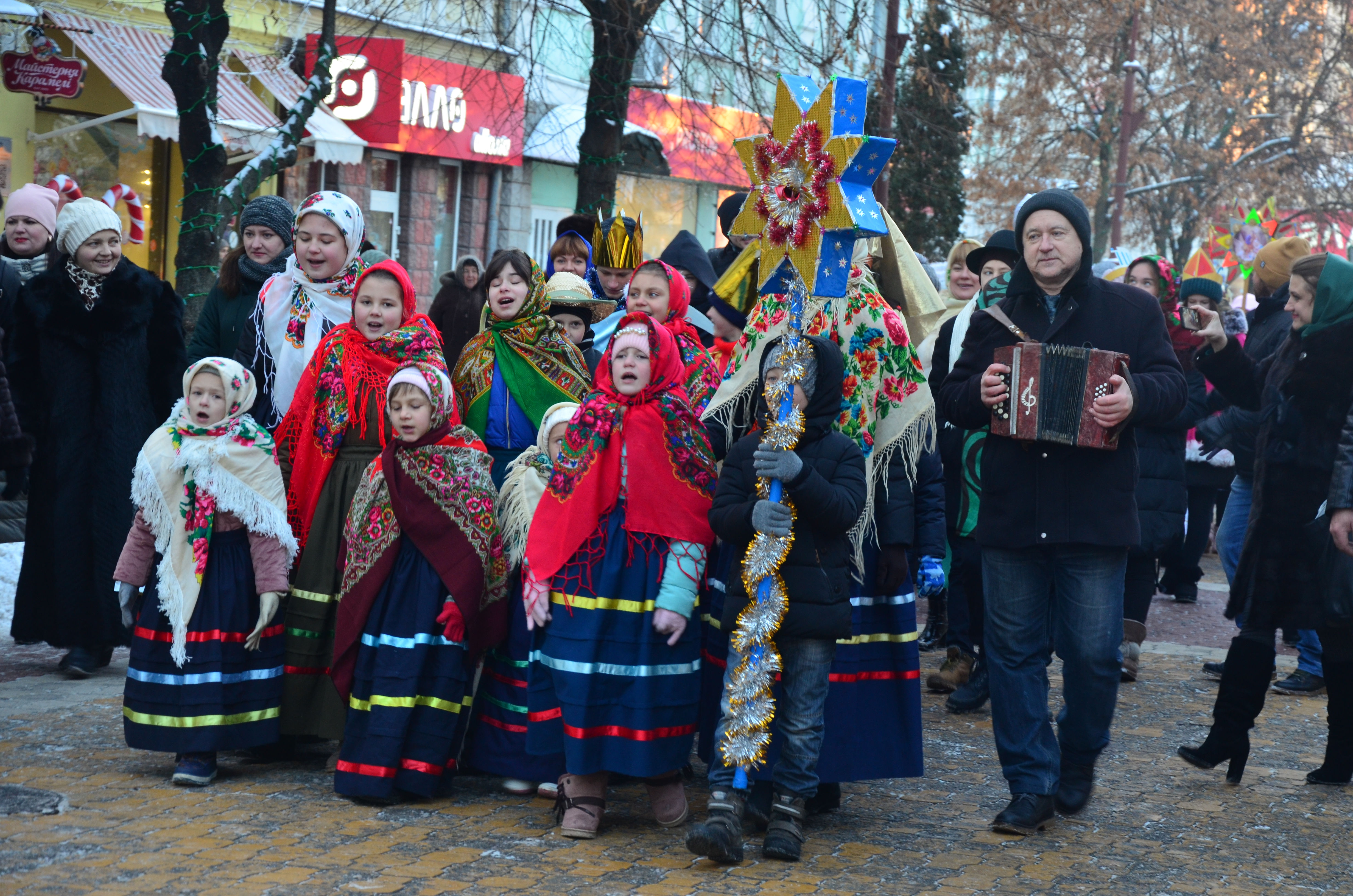
Процес колядування

### Літній
Русальні пісні дуже давні за походженням, їх виконували під час «русального тижня», наприкінці травня — на початку червня, коли починало колоситися жито. Наші пращури хотіли забезпечити високий урожай і вплинути на міфічних русалок, аби вони не шкодили посівам, умилостивити їх, щоб не ловили й не залоскочували дівчат і хлопців.  Купальські пісні виконували в ніч перед святом Івана Купала (7 липня): хлопці й дівчата збиралися біля вогнищ, стрибали через них, співали, влаштовували ігри, дівчата пускали вінки на воду й дивилися, куди вони попливуть, — звідти й прийде суджений, топили в річці чи спалювали на вогнищі опудало Купали, щоб забезпечити добрий урожай на майбутній рік.  Жниварські пісні — обрядові величальні пісні, які виконували під час жнив. День їх закінчення перетворювався на свято завершення польових робіт зі збирання врожаю. Воно проходило радісно й урочисто, супроводжувалося цікавими дійствами й піснями. Женці висловлювали побажання доброго врожаю в наступному році, дякували ниві за врожай.